# Ӻ
Ӻ, ӻ или Г с чертичка и ченгелче е буква от кирилицата. Обозначава звучна мъжечна проходна съгласна [ʁ]. Използва се в нивхския език. Буквата e модифицирано Г, на което са добавени допълнително чертичка и ченгелче. Аналогичен вариант на Ӻ е буквата Ғ.

## Кодове
| Буква  | Уникод |
| ------ | ------ |
| Главна | U+04FA |
| Малка  | U+04FB |

В други кодировки буквата Ӻ отсъства.